# Pogonarthria refracta
Pogonarthria refracta är en gräsart som beskrevs av Georg Oskar Edmund Launert. Pogonarthria refracta ingår i släktet Pogonarthria och familjen gräs. Inga underarter finns listade i Catalogue of Life.